# Mordfall Robert Kissel
Der Mordfall Robert Kissel ereignete sich am 2. November 2003 in Hongkong. Der 40-jährige US-amerikanische Investmentbanker Robert P. Kissel wurde von seiner Ehefrau Nancy (geborene Keeshin) unter Medikamenteneinfluss gesetzt, erschlagen und in einen Teppich gerollt. Der Fall ging in Hongkong als „Milkshake murder“ in die Annalen ein und erfuhr zweieinhalb Jahre später in Folge einer offen ausgetragenen Familienfehde und des Mordes an Roberts Bruder Andrew erneut große mediale Aufmerksamkeit.

## Biografie
Robert Peter Kissel kam am 21. April 1963 zur Welt und wuchs als mittleres von drei Kindern in wohlbehüteten Verhältnissen in New Jersey auf. Vater Bill war in der chemischen Industrie tätig und produzierte Toner im eigenen Unternehmen. Nachdem der kommerzielle Erfolg gekommen war, übersiedelte er die Familie auf ein großes Anwesen in Saddle River rund 35 Kilometer nordwestlich von New York City. Während Bruder Andrew als introvertiert und ungeduldig galt, wurde Robert als extrovertiert und tüchtig beschrieben. Nach der Highschool arbeitete er für seinen Vater und schloss Studien an der University of Rochester und der New York University ab.
In einem Urlaub lernte er 1987 die aus bescheidenen Verhältnissen stammende Nancy Ann Keeshin kennen, die er 1989 heiratete. Während Nancy in New York als Gastronomin tätig war, erarbeitete sich Robert als Investmentbanker an der Wall Street ein Millionenvermögen. Zum Missfallen seiner Ehefrau schickte ihn sein Arbeitgeber Goldman Sachs, um von den fallenden Währungskursen Südostasiens zu profitieren, 1997 nach Hongkong. 2000 wurde er von Merrill Lynch abgeworben und die Familie bezog eine Luxuswohnung in den Parkview Towers am Stadtrand, die sich der neue Arbeitgeber monatlich 20.000 US-Dollar kosten ließ. Robert arbeitete unentwegt und war ständig unterwegs, während Nancy sich um die drei gemeinsamen Kinder kümmerte. Um der SARS-Epidemie aus dem Weg zu gehen, zog sie im Frühling 2003 mit den Kindern vorübergehend in ihr Wochenendhaus nach Vermont. Dort begann sie eine Affäre mit einem Fernsehtechniker. Robert wurde schnell misstrauisch und deckte das Verhältnis seiner Frau mithilfe eines Privatdetektivs auf. Aussagen von Freunden und Bekannten zufolge versuchte er, die Beziehung zu retten und zog sogar in Erwägung, seinen Nebenbuhler auf eigene Kosten nach Hongkong einfliegen zu lassen. Er und Nancy fanden aber nicht mehr zueinander, was bei ihm eine Depression auslöste.

## Mordfall

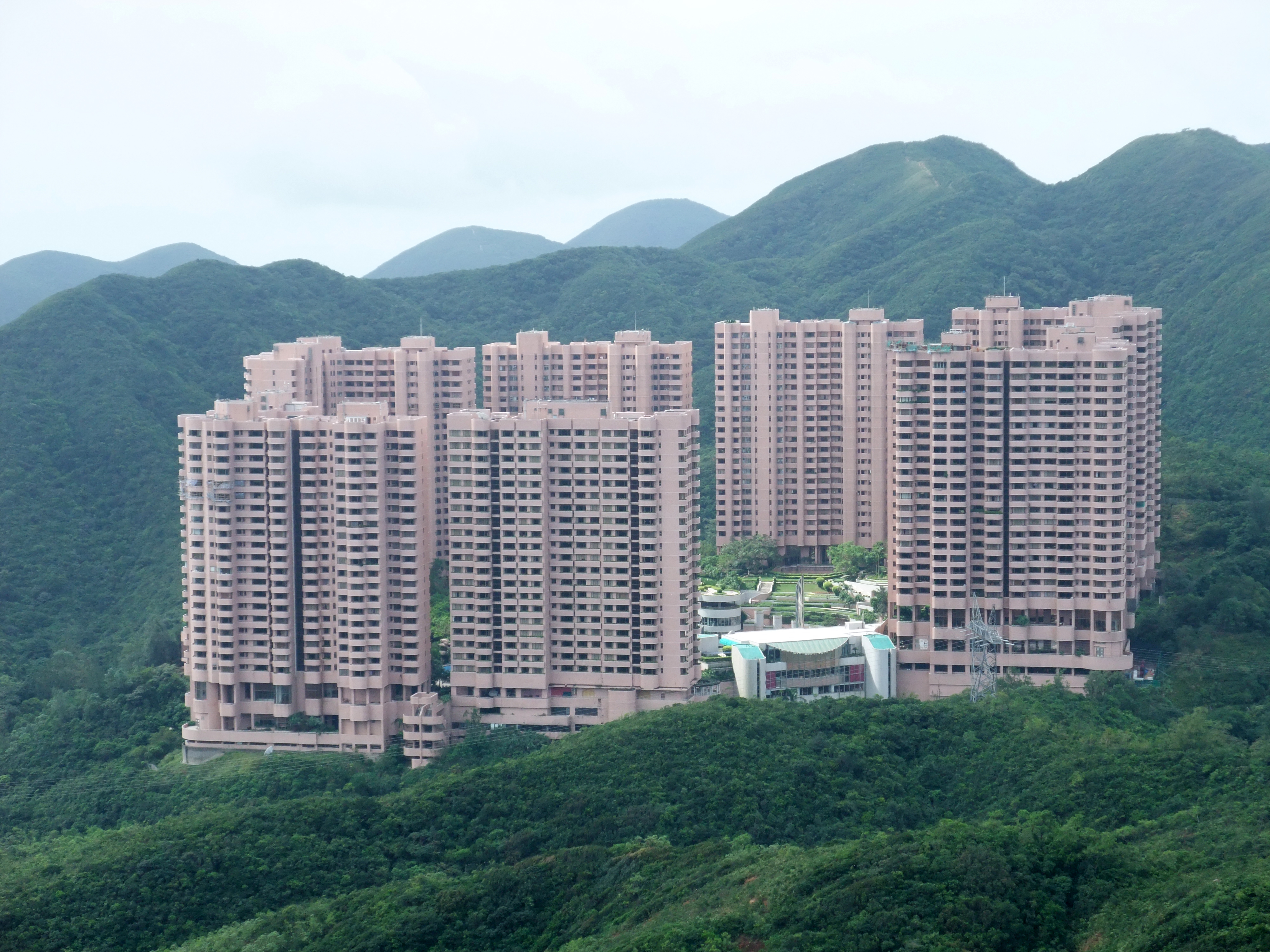
Parkview Towers in Hongkong

Am frühen Abend des 2. November 2003 hielt sich die fünfköpfige Familie in ihrem Apartment in den Parkview Towers auf. Nancy Kissel mengte einem Erdbeer-Milchshake Rohypnol und drei weitere verschreibungspflichtige Sedative bei und ließ eine der beiden Töchter das Getränk ihrem Ehemann servieren. Als Robert bewusstlos im Bett lag, schlug Nancy mit einer acht Pfund schweren Bleifigur fünfmal auf seinen Kopf ein und tötete ihn damit. Laut Polizeiberichten schlief sie noch zwei Tage neben dem Leichnam, ehe sie ihn in einen neu gekauften Teppich einrollte und zusammen mit Umzugskisten voller blutiger Gegenstände im Keller verstauen ließ. Sechs Tage nach der Tat wurde sie festgenommen und in der Folge wegen Mordes angeklagt.
Der Prozess fand im Sommer 2005 statt und dauerte drei Monate. Nancy Kissel bekannte sich des Mordes nicht schuldig und gab an, in Notwehr gehandelt zu haben, nachdem Robert sie mit einem Baseballschläger bedroht habe. Außerdem zeichnete sie vor Gericht ein Bild ihres Mannes als gewalttätiger Alkoholiker und Drogenkonsument, das von ehemaligen Arbeitskollegen jedoch nicht bestätigt werden konnte. Homosexuelle Pornografie in seinem Browserverlauf sollte ihre Aussage stützen, Robert habe sie während der letzten fünf Jahre wiederholt zum Analverkehr gezwungen. Gleichzeitig legte die Anklage Beweise vor, wonach die Tatverdächtige sich online über Wege informiert habe, Schlaftabletten tödlich zu dosieren. Die Medikamente, die zum Tod des Ehemannes führen sollten, habe sie sich in den Monaten vor der Tat von lokalen Ärzten verschreiben lassen. Eine siebenköpfige Jury schenkte der Verteidigung keinen Glauben und sprach die 41-Jährige im September 2005 schuldig. Der Richter verhängte unmittelbar danach eine lebenslange Freiheitsstrafe. In einer Wiederaufnahme des Verfahrens plädierte Nancy 2011 erfolglos auf Totschlag, eine Berufung wurde 2014 letztinstanzlich abgelehnt.
Parallel zu Ermittlungen und Gerichtsverfahren spielte sich ein Sorgerechtsstreit um Roberts und Nancys drei Kinder im Alter zwischen drei und neun Jahren ab. Bill Kissel willigte kurz nach dem Tod seines Sohnes ein, die Enkelkinder Nancys Vater Ira zu überlassen, der in Roberts Testament als Vormund bestimmt worden war. Als Ira die Kinder an seinen Sohn und Nancys Halbbruder, einen 24-jährigen Medizinstudenten, weitergegeben hatte, fühlte sich die Familie Kissel hintergangen und Bill bewirkte mit Drohgebärden, dass sein älterer Sohn Andrew und dessen Ehefrau Hayley das Sorgerecht bekamen. Nach Bekanntwerden eines Betrugsskandals und bevorstehender Gefängnisstrafe für den Immobilienentwickler Andrew sowie laufender Scheidung von seiner Frau übernahm schließlich Roberts und Andrews Schwester Jane auf Mercer Island, Washington, die Kinder.
Andrew Kissel wurde nur zweieinhalb Jahre nach seinem Bruder ebenfalls Opfer eines Mordes.

## Rezeption
Der Mordfall Robert Kissel sorgte in Hongkong sowie unter Expatriates weltweit für großes Aufsehen. Von lokalen und amerikanischen Medien als „Milkshake murder“ betitelt, berichtete im Heimatland des Opfers vor allem die New York Times über den Fall. In Folge des Mordes an Roberts Bruder Andrew im April 2006 widmete das New York Magazine der tragischen Familiengeschichte unter dem Titel Kissels Of Death eine umfassende Story.
Viereinhalb Jahre nach dem Mord an Robert sowie zwei Jahre nach dem Mord an Andrew Kissel wurde der Stoff um die beiden Brüder im Auftrag des Kabelsenders Lifetime Television verfilmt. In den Hauptrollen von The Two Mr. Kissels sind Anson Mount als Robert, John Stamos als Andrew, Robin Tunney als Nancy, Chuck Shamata als Bill Kissel und Gretchen Egolf als Hayley Wolff zu sehen. Der Fernsehfilm feierte im November 2008 Premiere. Im deutschsprachigen Raum war er unter dem Titel Die Robert und Andrew Kissel Story auf Sky Cinema und SRF zwei zu sehen. 